# 엔리케 페냐 니에토
엔리케 페냐 니에토(스페인어: Enrique Peña Nieto, 문화어: 엔리께 뻬냐 니에또, 1966년 7월 20일~ )는 멕시코의 정치인이자 제64대 대통령이다.

## 생애
1966년 7월 20일 국영기업 직원인 아버지와 교사인 어머니 사이에서 4형제 중 맏이로 태어났으며, 1990년대 스물다섯의 나이로 시민단체에서 변호사로 일하면서 본격적인 정치활동에 입문했으며, 두각을 나타내기 시작한 시기는 2005년 멕시코에서 가장 큰 지방자치단체인 멕시코 주(州) 주지사에 당선되면서부터다.
주지사 시절 결단력과 야당 정치인들과의 원만한 관계를 유지하는 정치력을 보여줘 자질을 인정받았고, 대중친화적인 정책을 내세워 2000만명이 넘는 멕시코 주 시민을 사로잡았다. 주지사로 일한 6년 동안 총 196개의 병원을 세워 공중 보건 시설을 확충했고, 도로를 크게 늘리는 등 사회간접자본(SOC)에 투자를 아끼지 않았다. 뿐만 아니라 그가 지하철을 보완하기 위해 만든 지상버스 운영체계 '멕시버스(Mexibus)'는 시민에게 큰 호응을 얻었다.
페냐 니에토는 주지사 취임 초기 공약으로 내세웠던 608개 항목을 6년 동안 실천해 멕시코 국민에게 신뢰를 쌓으면서, 그 인기를 바탕으로 멕시코 제1야당인 제도혁명당의 대선후보로 출마했다.
2012년 7월 1일 대통령 선거에서 당선되어 에르네스토 세디요 前 대통령 이후 12년 만에 제도혁명당 정권을 복귀시켰다.
2007년 모니카 프레텔리니와 사별했으며, 유명 여배우인 앙헬리카 리베라와 2010년 재혼했다. 프레텔리니 사이에서 3명의 자녀, 리베라의 자녀 3명, 총 6명의 자녀를 두고 있지만 前 부인인 앙헬리카 리베라는 2019년에 이혼을 하였다.

## 역대 선거 결과
| 선거명      | 직책명          | 대수 | 정당       | 득표율 | 득표수       | 결과 | 당락 |
| ----------- | --------------- | ---- | ---------- | ------ | ------------ | ---- | ---- |
| 2012년 대선 | 멕시코의 대통령 | 57대 | 제도혁명당 | 38.20% | 19,158,592표 | 1위  |      |

## 같이 보기
- 2012년 멕시코 대통령 선거